# UBIQ 34
Kompleks biurowo – usługowy UBIQ 34 – usytuowany jest pomiędzy ulicami Grunwaldzką, Wojskową i Ułańską w Poznaniu, na terenie dawnych koszar, mieszczących w okresie międzywojennym m.in. 15 Pułk Ułanów Poznańskich. Cały obszar wpisany jest do Rejestru zabytków pod nr. A 294, decyzją z dnia 6 marca 1987 jako „Zespół koszarowy przy ul. Grunwaldzkiej 34a”.

## Historia
Zabytkowy budynek przy ul.Grunwaldzkiej 34 powstał w 1885 jako kantyna oficerska dla kadry stacjonującego tu 2. Pułku Huzarów w surowym wojskowym stylu, tzw. Rohbaustill. Do połowy lat 60. XX wieku z powodzeniem służył różnym celom wojskowym. W 1965 otwarto w nim przedszkole, które funkcjonowało tu do 2012. W 2013 firma CDF Architekci uzyskała pozwolenie na budowę kompleksu biurowego UBIQ 34, który oddano do użytku w kwietniu 2015.

## Architektura
Kompleks składa się z trzech budynków (A, B, C)
- budynek A, to zrewitalizowany zabytkowy obiekt koszarowy,
- budynek B, to obiekt biurowy w standardzie kl. A, pod którym znajduje się parking podziemny,
- budynek C, zaprojektowany został jako pawilon wielofunkcyjny[3].

W bezpośrednim sąsiedztwie obszaru znajdują się wolnostojące budynki dawnej jednostki koszarowej oraz współczesne obiekty mieszkaniowe wielorodzinne należące do Osiedla Ułańskiego.
Integralną część kompleksu stanowi starodrzew, składający się z kasztanowców oraz pojedynczych okazów innych gatunków drzew.

## Nagrody
Kompleks otrzymał nagrody: Eurobuild CEE – za biurowiec roku 2015 i za rewitalizację roku 2015; Nagrodę Roku 2015 Stowarzyszenia Architektów Polskich za obiekt zrealizowany na obszarze objętym ochroną konserwatorską; nagrodę im. Jana Baptysty Quadro za najlepszą realizację architektoniczną 2015 oraz wyróżnienie Brick Award 2013.